# Speinshart
Speinshart är en kommun och ort i Landkreis Neustadt an der Waldnaab i Regierungsbezirk Oberpfalz i förbundslandet Bayern i Tyskland.
Kommunen ingår i kommunalförbundet Eschenbach in der Oberpfalz tillsammans med staderna Eschenbach in der Oberpfalz och Neustadt am Kulm.